# Beeldsmederij De Maan

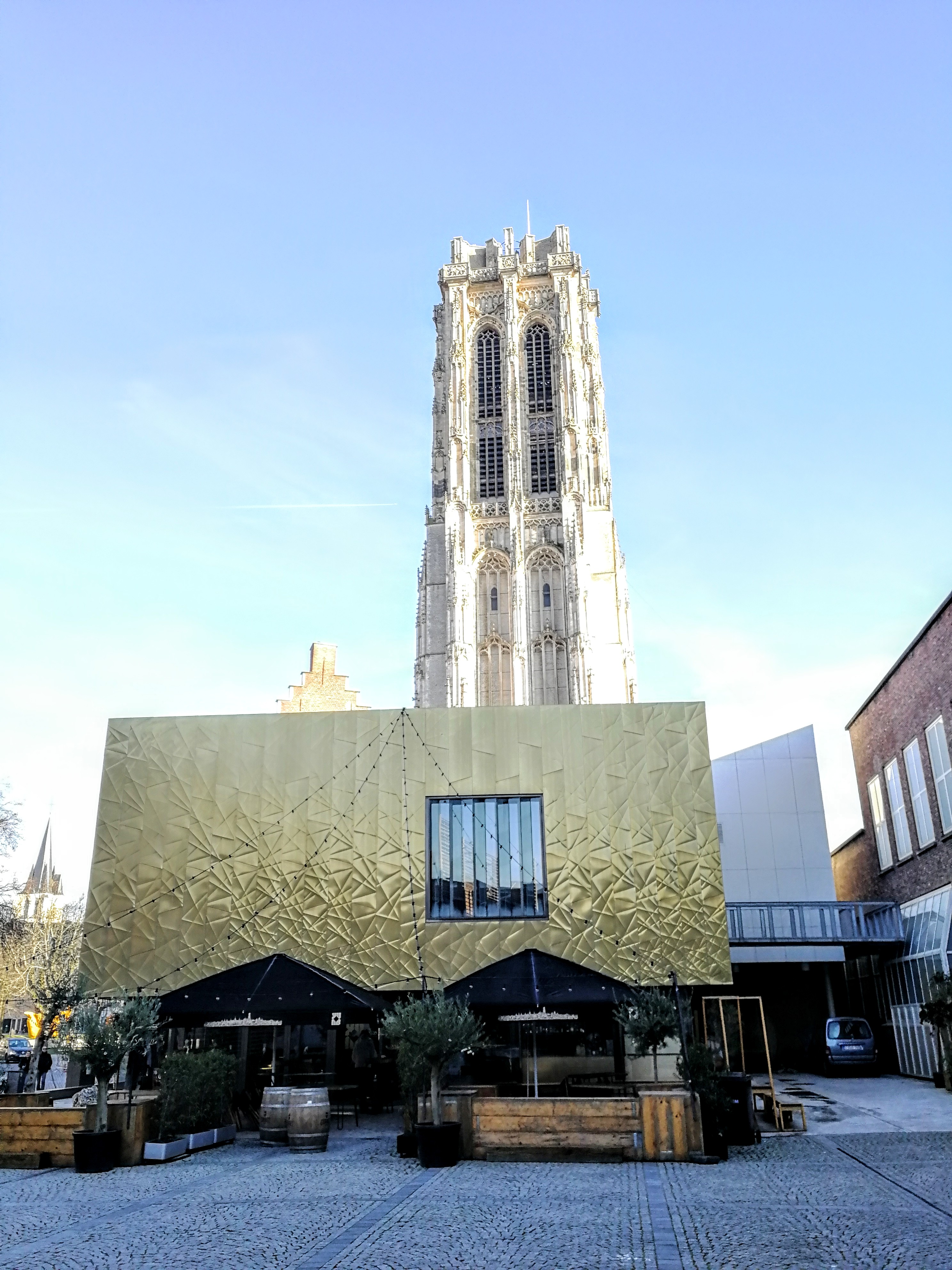
Cultuurcafé in gouden kubus van De Maan, vlak bij Sint-Romboutstoren.

Beeldsmederij De Maan (tot 2015 Figurentheater De Maan geheten) is een Mechels poppen- en figurentheater voor jong en oud. De artistiek en algemeen directeur is Stef De Paepe sinds 2013, en de scenograaf is Paul Contryn, poppenspeler en -maker, en zoon van Louis Contryn. Het is een vzw die steun krijgt van de Vlaamse overheid, de stad Mechelen en de provincie Antwerpen.

## Geschiedenis
Het visuele poppentheater bouwde het Mechels Stadspoppentheater verder uit tot eveneens een figurentheater dat zich niet meer beperkte tot alleen poppenspel. Het maakt nu ook gebruik van acteurs, waardoor een samenspel gecreëerd wordt tussen de poppen en de acteurs.
Jef Contryn richtte een familiegezelschap op, genaamd ‘Hopla’, dat in 1965 het Mechels Stadspoppentheater werd. In 1984 werd het Mechels Stadspoppentheater professioneel. In 1991 werd het theater in de familie gehouden door Louis Contryn, toenmalig directeur en artistiek leider van het Mechels Stadspoppentheater, en toenmalig eredirecteur van De Maan.

## Doel
De organisatie brengt een verhaal of beeld door middel van performance met poppen en acteurs; geen houten marionetten, maar verscheidene stoffen voor de poppen, die bediend worden door de meespelende acteurs; multiculturaliteit door samenwerkingen met acteurs met een migratieachtergrond. Ze bliezen onder andere het Mechels stadspoppentheater een nieuw leven in met het gebruik van acteurs, in plaats van slechts de weergave van poppen voor een geschilderde achtergrond.

## Locatie
De Maan bevindt zich in het centrum van Mechelen (Minderbroedersgang 3), vlak bij de Sint-Romboutskathedraal. Het theater is gevestigd in de Heilige Geestkapel en het Heilige Geesthuis. Deze gebouwen werden in 2014 hiervoor gerestaureerd, en hier zitten ze sinds 2015. Tijdens die verbouwingswerken is een extra gebouw geplaatst: een opvallende, gouden kubus die geïnspireerd is door de maanlander uit de Apollo 11. Dit gebouw wordt gebruikt voor een nieuw initiatief van De Maan, genaamd JONG GOUD: een initiatief voor jonge theatermakers. De Maan bestaat geheel uit een grote theaterzaal van 175 plaatsen, een kleinere theaterzaal van maximum 124 plaatsen en een cultuurcafé, uitgebaat door de stad zelf.

## Voorstellingen en gastperformances
- Bronks & Tuning people: Rita
- HETPALEIS & Miet Warlop: Big Bears Cry Too, K.A.K. (Koekelbergse Alliantie voor Knutselaars)
- PLANEET NIVANIR (7+) (2018–2019)
- RAYA (9+) (2018–2019)
- BESTORM (8+) (2018–2019)
- Gek van Liefde (2009–2010)